# Черкаський шовковий комбінат
Публічне акціонерне товариство «Черка́ський шовко́вий комбіна́т» — підприємство шовкової промисловості України, що спеціалізується на виробництві тканин, одне з найбільших підприємств даного профілю в країні. Розташоване у місті Черкасах, за адресою: вулиця В'ячеслава Чорновола, № 170. Займає площу — 30,65 га.

## Історія
Будівництво комбінату почалося в січні 1965 року. 8 грудня 1967 року було введено в експлуатацію ткацьке виробництво і комбінат випустив першу продукцію: напівшовкову підкладкову тканину. У 1970 році було введено в дію перший пусковий комплекс фарбувально–обробного виробництва. Того ж року на комбінаті вироблено 2,117 мільйонів метрів готових і 40,1 мільйонів метрів сирових шовкових тканин. Станом на 1971 рік до складу комбінату входили виробництва: крутильне, ткацьке (із снувальним, набирально-присукувальним, чотирма ткацькими та іншими цехами), фарбувально-оздоблювальне (з фарбувальним, апреурним, вибійним та іншими цехами), а також допоміжні цехи. Підприєсмтво було оснащене найновішим устаткуванням, зокрема в крутильному виробництві було встановлено 112 крутильно-сукальних машин, в ткацькому — 3 070 верстатів вітчизняного виробництва, з них 326 безчовников двополотенних. Механізовано подавання навоїв на ткацькі верстати, транспортування сирових тканин тощо.
27 липня 1971 року на комбінаті були вироблені перші 100 мільйонів метрів тканини. На той час на ньому працювало 60 колективів і понад 700 ударників комуністичної праці. Підприємство мало житловий фонд площею 9 600 м² та дитячий садок-ясла.
За 47 років підприємством було випущено 2020,1 мільйонів м² тканин. В 1990-х роках потужності підприємства становили 91 мільйон м² готової тканини в рік. На долю комбінату припадало 38 % шовкових тканин, виготовлених в Україні. На комбінаті працювало більше 5 тисяч осіб. Підприємство працювало прибутково, було відоме в усьому світі.
16 березня 1994 року шляхом перетворення суб'єкта підприємницької діяльності орендного підприємств Черкаський шовковий комбінат згідно рішення загальних зборів було засноване акціонерне товариство закритого типу «Черкаський шовковий комбінат». 16 березня 2012 року було перейменовано на публічне акціонерне товариство «Черкаський шовковий комбінат».

## Продукція
Спершу комбінат випускав шовкові тканини з віскозних, капронових, ацетатних, лавсанових волокон, а також напівшовкові тканини. У 1969 році на підприємстві освоїли технологію виробництва тканин для прапорів Української РСР у двоколірному виконанні.
Нині підприємство випускає готові тканини з хімічних волокон і ниток, змішаних (незмішаних) волокон, штучних і натуральних волокон, в основному або виключно з бавовняними волокнами, в залежності від замовлень споживачів. Це тканини плащові, для речового майна, для наметів, для вишивання, декоративні, жакардові, для столової білизни, підкладкові, меблево-декоративні, сорочкові, для одягу, для спецодягу, платтяні, для церковних обрядів та інші, різноманітних малюнків у відбіленому, гладкофарбованому та набивному (камуфльованому) вигляді, з різними видами оздоблень та просочувань, а саме водовідштовхуюче, маслобрудовідштовхуюче, антибактеріальне, вогнетривке просочування.
Вироби експортуються у Росію, Молдову, Білорусь, Прибалтику.

## Нагороди
Комбінат має престижні нагороди:
- «За найкраще торговельне ім'я та надійне партнерство»;
- Золотий приз «Європейська нагорода за якість»[1].